# Antoatecats
Els antoatecats (Anthoathecata), coneguts en obres antigues com a antomeduses (Anthomedusae), són un ordre de cnidaris de la classe Hydrozoa, tot i que abans es consideraven un subordre de l'antic ordre Hydroida. El seu aspecte, filiforme i molt ramificat, recorda al d'alguns vegetals; no obstant això, es tracta d'animals. Existeixen 1.309 espècies.

## Descripció
Es tracta de formes colonials que segreguen una estructura ramificada comuna sobre la qual s'implanten. Existeix una divisió funcional entre els individus o zooides, que comprenen la colònia; alguns es dediquen a funcions alimentàries, i són coneguts com a trofozoides; uns altres, són defensius, els dactilozoides, estarrufats de cnidocits; i uns altres, els actius reproductivamente, són els denominats gonozoides.
La distribució més habitual dels representants del grup és a la Mediterrània i a l'oceà Atlàntic.

## Famílies
Els antoatecats es subdivideixen en tres subordres i les següents famílies:
| - Subordre Aplanulata - Família Acaulidae Fraser, 1924 - Família Boeromedusidae Bouillon, 1995 - Família Boreohydridae Westblad, 1947 - Família Candelabridae Stechow, 1921 - Família Corymorphidae Allman, 1872 - Família Hydridae Dana, 1846 - Família Margelopsidae Uchida, 1927 - Família Paracorynidae Picard, 1957 - Família Protohydridae Allman, 1888 - Família Tubulariidae Goldfuss, 1818 - Subordre Capitata - Família Asyncorynidae Kramp, 1949 - Família Cladocorynidae Allman, 1872 - Família Cladonematidae Gegenbaur, 1857 - Família Corynidae Johnston, 1836 - Família Halimedusidae Arai & Brinckmann-Voss, 1980 - Família Hydrocorynidae Rees, 1957 - Família Milleporidae Fleming, 1828 - Família Moerisiidae Poche, 1914 - Família Pennariidae McCrady, 1859 - Família Porpitidae Goldfuss, 1818 - Família Pseudosolanderiidae Bouillon & Gravier-Bonnet, 1988 - Família Rosalindidae Bouillon, 1985 - Família Solanderiidae Marshall, 1892 - Família Sphaerocorynidae Prévot, 1959 - Família Teissieridae Bouillon, 1978 - Família Tricyclusidae Kramp, 1949 - Família Zancleidae Russell, 1953 - Família Zancleopsidae Bouillon, 1978 | - Subordre Filifera - Família Australomedusidae Russell, 1971 - Família Axoporidae Boschma, 1951 (extinta) - Família Balellidae Stechow, 1922 - Família Bougainvilliidae Lütken, 1850 - Família Bythotiaridae Maas, 1905 - Família Clathrozoellidae Peña, Vervoort & Watson, 2003 - Família Cordylophoridae von Lendenfeld, 1885 - Família Cytaeididae L. Agassiz, 1862 - Família Eucodoniidae Schuchert, 1996 - Família Eudendriidae L. Agassiz, 1862 - Família Heterotentaculidae Schuchert, 2010 - Família Hydractiniidae L. Aggasiz, 1862 - Família Jeanbouilloniidae Pagès, Flood & Youngbluth, 2006 - Família Magapiidae Schuchert & Bouillon, 2009 - Família Niobiidae Petersen, 1979 - Família Oceaniidae Eschscholtz, 1829 - Família Pandeidae Haeckel, 1879 - Família Proboscidactylidae Hand & Hendrickson, 1950 - Família Protiaridae Haeckel, 1879 - Família Ptilocodiidae Coward, 1909 - Família Rathkeidae Russell, 1953 - Família Rhysiidae (Hickson & Gravely, 1907) - Família Similiclavidae Calder, Choong & McDaniel, 2015 - Família Stylasteridae Gray, 1847 - Família Trichydridae Hincks, 1868 - Família Tubiclavoididae Moura, Cunha & Schuchert, 2007 |